# Burn Bridge
Burn Bridge – wieś w Anglii, w hrabstwie North Yorkshire, w dystrykcie (unitary authority) North Yorkshire. Leży 31 km na zachód od miasta York i 289 km na północ od Londynu. W 2001 miejscowość liczyła 5545 mieszkańców.